# Robert Whitehead
Robert Whitehead (ur. 3 stycznia 1823 w Bolton, zm. 14 listopada 1905 w Shrivenham) – brytyjski konstruktor, wynalazca pierwszej torpedy napędzanej za pomocą własnego pędnika.